# Église Notre-Dame-et-Saint-Pons de Peyresq
L'église Notre-Dame-et-Saint-Pons est une église du village de Peyresq située sur l'actuelle commune de Thorame-Haute, en France (Alpes-de-Haute-Provence).

## Description
Il s'agit de l'église paroissiale du village. Peyresq était une commune indépendante jusqu'en 1964, date de son rattachement à la commune voisine de la Colle-Saint-Michel, sous le nom de Saint-Michel-Peyresq. Cette nouvelle et éphémère commune, se trouve rattachée à Thorame-Haute en 1974, commune à laquelle elle appartient depuis.

## Localisation
L'église est située sur la commune de Thorame-Haute, dans le département français des Alpes-de-Haute-Provence. Elle se trouve sur la place du village de Peyresq surplombant la vallée de Vaïre. 

## Historique
L'édifice est inscrit au titre des monuments historiques en 1971.